# Vera&John
Vera&John je onlajn kazino sa sedištem na Malti. Kazinom Vera&John rukovodi firma Dumarca Gaming Ltd, čiju je roditeljsku kompaniju Dumarca Holdings PLC u 2015. preuzeo Intertain Group Ltd. Intertain Group Ltd se nalazi na listi Berze u Torontu. Kazino Vera&John ima licencu i njegov rad je regulisan od strane Uprave za igre na sreću na Malti i Komisije za igre na sreću u Ujedinjenom Kraljevstvu. Osnivač kazina Vera&John je Jorgen Nordlund, koji je poznat od ranije kao osnivač Maria Bingoa, koji je Unibet 2007. godine preuzeo za 54 miliona britanskih funti.

## Kratak istorijat
- 2010 — pokrenut je kazino Vera&John, čija je glavna ciljna grupa skandinavsko tržište igara na sreću, sa igrama Betsofta, Microgaminga i NYX Gaminga.
- 2011 — izboru igara kazina Vera&John dodate su igre Net Entertainmenta.
- 2013 — u kazinu Vera&John postale su dostupne igre Yggdrasil Gaminga.[5]
- 2014 — Vera&John tvrdi da je prvi regulisani onlajn kazino koji prihvata Bitcoin kao sredstvo plaćanja, da bi samo tri meseca kasnije obustavio mogućnost plaćanja bitkoinom.[6][7]
- 2015 — Intertain Group Ltd preuzima kazino Vera&John za svotu od 89,1 miliona evra.[8]

## Spoljašnje veze
- Zvanična početna stranica sajta (Koju reguliše Uprava za lutriju i igre na sreću na Malti)
- Početna stranica sajta za Ujedinjeno Kraljevstvo (Koju reguliše Komisija za igre na sreću Ujedinjenog Kraljevstva)
- Početna stranica sajta za Dansku (Koju reguliše Spillemyndigheden (Uprava za igre na sreću u Danskoj))